# Cristiano V da Dinamarca
Cristiano V (Flensburgo, 15 de abril de 1646 – Copenhague, 25 de agosto de 1699) foi o Rei da Dinamarca e Noruega de 1670 até sua morte. Era filho de Frederico III e Sofia Amália de Brunsvique-Luneburgo.
Casou-se com Carlota Amália de Hesse-Cassel em 14 de maio de 1667, em Nykøbing, e ascendeu ao trono em 9 de fevereiro de 1670, sendo o primeiro rei ungido como monarca hereditário e absoluto desde o decreto que institucionalizou a supremacia do rei dinamarquês em 1650. Para sua coroação foi introduzida uma nova marca cerimonial e encomendado a Paul Kurtz novas regalias, incluindo uma resplandecente coroa em ouro, granadas, safiras azuis e diamantes.  
Cristiano foi considerado um désposta, com exagerada avaliação da sua dignidade real. Seu primeiro ato ao ascender ao trono foi insultar publicamente sua esposa, ao levar à corte sua amante de dezesseis anos, Sophie Amalie Moth (1654 — 1719), esta era uma filha de seu antigo tutor (Paul Moth) a quem o rei fez Condessa de Samsø, em 31 de dezembro de 1677 a tornando sua amante oficial com seus próprios apartamentos dentro da residência do rei e filhos ilegítimos reconhecidos. 
Cristiano teve oito filhos com a sua rainha e seis com a sua amante.

## Descendência

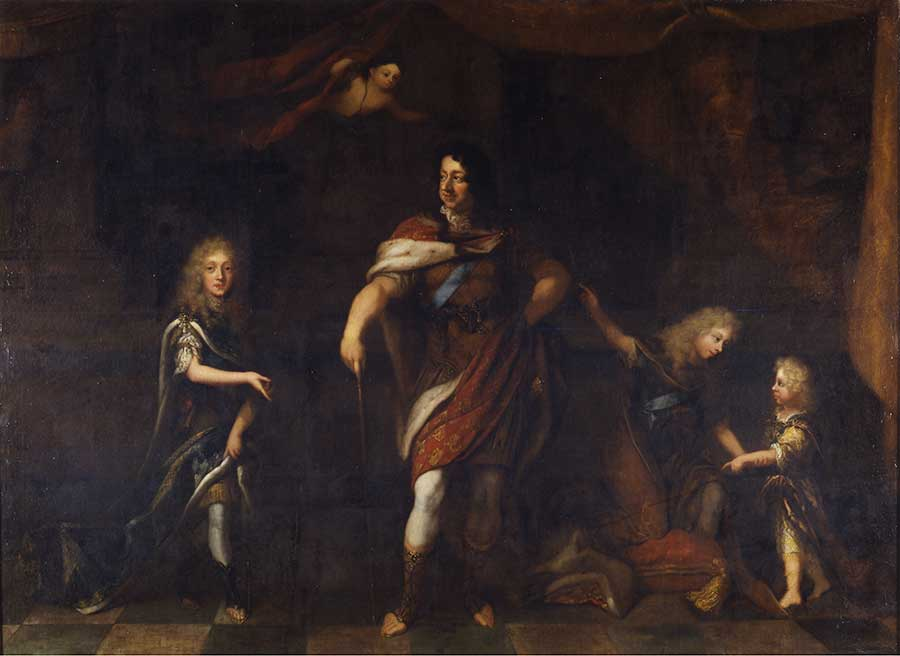
O rei ao centro acompanhado de seus filhos, o então príncipe-herdeiro Frederico, à esquerda, e os príncipes Cristiano e Carlos, respectivamente.

Com a sua esposa, a condessa Carlota Amália de Hesse-Cassel:
- Frederico IV da Dinamarca (2 de Outubro de 1671 - 2 de Outubro de 1730), rei da Dinamarca de 1699 até à sua morte; casado primeiro com a duquesa Luísa de Mecklenburg-Güstrow; com descendência. Casado depois com Elisabeth Helene von Vieregg; com descendência. Casado por fim com Anne Sophie Reventlow; com descendência.
- Cristiano Guilherme da Dinamarca (1 de Dezembro de 1672 - 25 de Janeiro de 1673), morreu com um ano de idade.
- Cristiano da Dinamarca (25 de Março de 1675 - 27 de Junho de 1695), morreu aos vinte anos de idade; sem descendência.
- Sofia Edviges da Dinamarca (28 de Agosto de 1677 - 13 de Março de 1735), morreu solteira e sem descendência.
- Carlos da Dinamarca (26 de Outubro de 1680 - 8 de Junho de 1729), morreu solteiro e sem descendência.
- Cristina Carlota da Dinamarca (17 de Julho de 1683)
- Guilherme da Dinamarca (21 de Fevereiro de 1687 - 23 de Novembro de 1705), morreu aos dezoito anos; sem descendência.